# 坂戸市
坂戸市（さかどし）は、埼玉県の中部に位置する市。

## 地理
埼玉県のほぼ中央に位置する街で、都心から約40kmの距離（池袋駅より約37km、東武東上線で約40分）に位置し、地勢はおおむね平坦である。秩父山系から清流として知られる高麗川（こまがわ）が市の南西から北東へ流れ、越辺川（おっぺがわ）に注がれる。東武東上線が南北に走り坂戸駅や北坂戸駅 が存在する。坂戸駅は東武鉄道の東上本線と越生線が乗り入れており、越生線の起点となっている。江戸時代には日光脇往還の宿場町（坂戸宿）として繁栄、八王子千人同心が日光勤番に行く際の最初の宿泊地であった。
川越市や東松山市といった古くからの都市に囲まれ都市化が遅れていたが、1970年代になると東京のベッドタウンとして住宅団地が多数開発されるようになり、1973年（昭和48年）にまち開きした北坂戸団地や、1979年（昭和54年）にまち開きした若葉台団地に代表される住宅公団（現・都市再生機構）による大規模な住宅団地が多く立地する。郊外地域においても東坂戸団地、西坂戸団地、鶴舞団地、第一住宅団地などが開発され、こういった住宅団地の増加は市域に急激な人口増加と都市化をもたらして大発展を遂げることになり、1976年（昭和51年）の市制施行に至ることになった。近年においても坂戸ニューシティにっさいニュータウンが開発されるなどしている。
- 山: 城山
- 河川: 高麗川、越辺川など

## 歴史
- 1584年（天正12年）- 大道寺駿河守政繁（小田原の北条氏の家臣で現在の川越周辺を采配していた）が、元坂戸にあった39軒の集落を移し新たに坂戸宿を開く。
- 1889年（明治22年）4月1日 - 町村制施行に伴い、入間郡坂戸村・浅羽村・片柳新田・片柳村・上吉田村・栗生田村・関間新田が合併し、坂戸村となる。
- 1896年（明治29年）12月10日 - 町制施行により、坂戸町となる。
- 1954年（昭和29年）7月1日 - 坂戸町・三芳野村・入西村・大家村・勝呂村が合併し、坂戸町となる。
- 1976年（昭和51年）9月1日 - 市制施行し坂戸市となる。

## 人口
| |                                        |  |
| 坂戸市と全国の年齢別人口分布（2005年） | 坂戸市の年齢・男女別人口分布（2005年） |  |
| ■紫色 ― 坂戸市 ■緑色 ― 日本全国 | ■青色 ― 男性 ■赤色 ― 女性              |  |
| 坂戸市（に相当する地域）の人口の推移 \| 1970年（昭和45年） \| 27,308人 \| \| \| 1975年（昭和50年） \| 51,232人 \| \| \| 1980年（昭和55年） \| 77,335人 \| \| \| 1985年（昭和60年） \| 87,586人 \| \| \| 1990年（平成2年） \| 95,740人 \| \| \| 1995年（平成7年） \| 98,221人 \| \| \| 2000年（平成12年） \| 97,381人 \| \| \| 2005年（平成17年） \| 98,964人 \| \| \| 2010年（平成22年） \| 101,710人 \| \| \| 2015年（平成27年） \| 101,679人 \| \| \| 2020年（令和2年） \| 100,275人 \| \| |                                        |  |
| 総務省統計局 国勢調査より |                                        |  |
| 1970年（昭和45年） | 27,308人                               |  |
| 1975年（昭和50年） | 51,232人                               |  |
| 1980年（昭和55年） | 77,335人                               |  |
| 1985年（昭和60年） | 87,586人                               |  |
| 1990年（平成2年） | 95,740人                               |  |
| 1995年（平成7年） | 98,221人                               |  |
| 2000年（平成12年） | 97,381人                               |  |
| 2005年（平成17年） | 98,964人                               |  |
| 2010年（平成22年） | 101,710人                              |  |
| 2015年（平成27年） | 101,679人                              |  |
| 2020年（令和2年） | 100,275人                              |  |

## 行政
市役所は、市の南部、鶴ヶ島市との境界近く坂戸市千代田に置かれている。地上4階正地下1階建てで、東武東上線の若葉駅・坂戸駅から徒歩でそれぞれ約15分である。
- 市長： 石川清（いしかわ きよし、2012年5月12日就任、4期目）

### 国の機関
- さいたま地方法務局坂戸出張所

### 県の機関

坂戸保健所・西部福祉事務所

- 坂戸保健所
- 西部福祉事務所

### 市の機関
- 市民健康センター
- 坂戸市休日急患診療所
- 三芳野出張所（三芳野公民館内）
- 東坂戸出張所
- 勝呂出張所（勝呂公民館内）
- 北坂戸出張所
- 入西出張所（入西公民館内）
- 大家出張所（大家公民館内）
- 城山出張所（城山公民館内）
- 区画整理事務所
- 西清掃センター
- 東清掃センター
- サツキクリーンセンター
- 健康増進施設サンテさかど

### 広域行政
一部事務組合
- 坂戸地区衛生組合（鶴ヶ島市、入間郡毛呂山町、越生町、鳩山町とともにし尿処理を行っている）
- 坂戸、鶴ヶ島下水道組合（鶴ヶ島市とともに下水道事業及び、し尿処理を行っている）
- 坂戸、鶴ヶ島水道企業団（鶴ヶ島市とともに上水道事業を行っている）
- 坂戸・鶴ヶ島消防組合（鶴ヶ島市と共に消防・救急、火薬類取締法・液化石油ガス法・高圧ガス保安法に基づく事務を行っている。
- 広域静苑組合（越生町、毛呂山町、鶴ヶ島市、鳩山町とともに越生斎場の運営を行っている）

協議会
- 埼玉県川越都市圏まちづくり協議会（通称「レインボー協議会」）：川越市、坂戸市、鶴ヶ島市、入間郡毛呂山町・越生町、比企郡川島町の3市3町で構成され、各市町がそれぞれ進めている地域特性を生かしたまちづくりを広域的視点から互いに連携・協力しながらひとつの都市圏として発展していくことを目指している。例として図書館などの公共施設の相互利用、広報紙の相互掲載、参加市町の観光スポットを紹介した「広域観光ガイド」の発行等を行っている。かつて日高市が所属していたが、令和元年（2019年）度をもって退会した。ただし公共施設の相互利用については継続している。

## 議会

### 県議会
- 選挙区：西第10区　坂戸市
- 定数：1
- 任期：2023年5月1日 - 2027年4月30日
  - 小川直志 自由民主党 2期

### 衆議院
- 選挙区：埼玉10区（東松山市、坂戸市、鶴ヶ島市、比企郡）
- 投票日：2024年10月27日
- 当日有権者数：325,087人
- 投票率：53.37％

| 当落 | 候補者名   | 年齢 | 所属党派   | 新旧別 | 得票数   | 重複 |
| ---- | ---------- | ---- | ---------- | ------ | -------- | ---- |
| 当   | 坂本祐之輔 | 69   | 立憲民主党 | 前     | 97,591票 | ○    |
|      | 山口晋     | 41   | 自由民主党 | 前     | 67,764票 | ○    |

## 経済

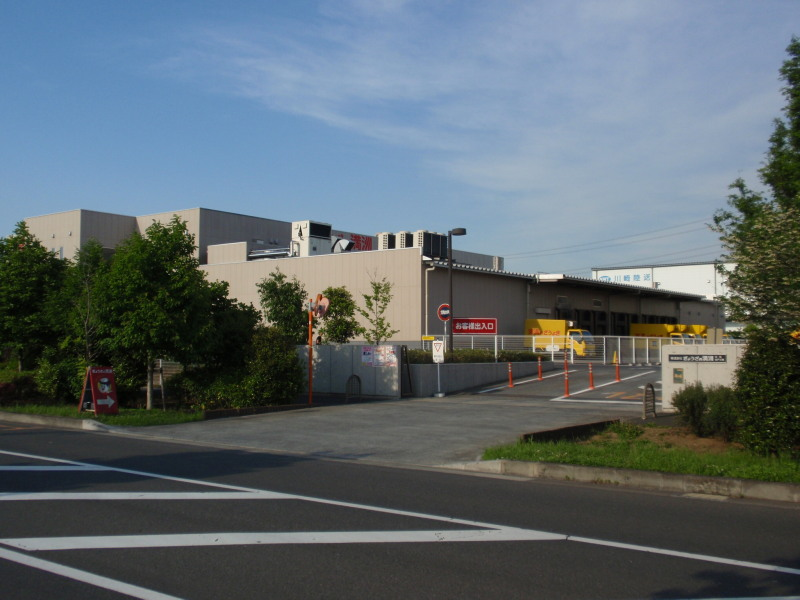
ぎょうざの満洲坂戸工場

### 主な企業
- 富士見工業団地（明治などの工場がある）
- 凸版印刷
- サンメリー（パン）本社
- ぎょうざの満洲坂戸工場
- ワールドスタッフィングAMZN坂戸事業所
- クノールブレムゼ商用車システムジャパン

### 主な商業施設
- アクロスプラザ坂戸

### 金融機関

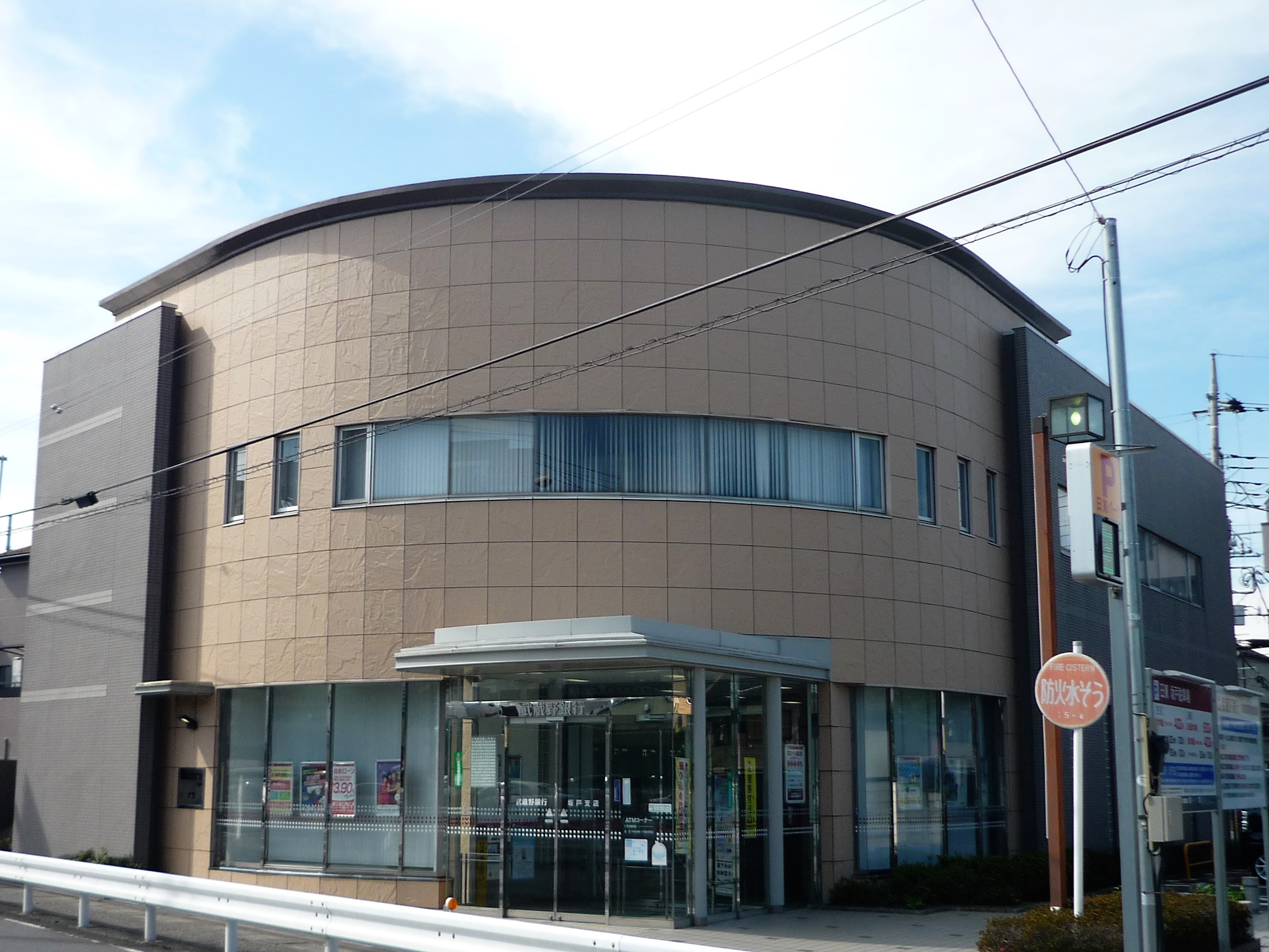
武蔵野銀行坂戸支店

- 三井住友銀行坂戸支店
- 埼玉りそな銀行坂戸支店
- 武蔵野銀行坂戸支店
- 東和銀行坂戸支店
- 埼玉縣信用金庫坂戸支店
- 飯能信用金庫北坂戸支店
- いるま野農業協同組合
  - 宮町支店
  - 坂戸支店
  - 入西支店

## 姉妹都市・提携都市
- ドーサン市（Dothan, Alabama アメリカ合衆国・アラバマ州）
1988年3月26日姉妹都市提携
- 新潟県南魚沼市
2014年10月5日友好都市提携[2]

## 地域

### 町名・大字

#### 坂戸地区
- 日の出町
- 本町
- 仲町
- 元町
- 花影町
- 三光町
- 中富町
- 泉町
- 緑町
- 南町
- 芦山町
- 薬師町
- 溝端町
- 末広町
- 伊豆の山町
- 鎌倉町
- 清水町
- 柳町
- 山田町
- 八幡
- 関間
- 千代田
- 大字坂戸
- 大字浅羽
- 浅羽野
- 大字粟生田
- 大字上吉田
- 大字片柳
- 大字片柳新田

#### 三芳野地区
- 大字紺屋
- 大字中小坂
- 大字横沼
- 大字小沼
- 大字青木
- 東坂戸

#### 勝呂地区
- 大字石井
- 大字島田
- 大字赤尾
- 大字塚越
- 大字戸宮
- 大字栄

#### 入西地区
- 大字新堀
- 大字掘込
- 大字小山
- 大字善能寺
- 大字竹之内
- 大字長岡
- 大字北浅羽
- 大字今西
- 大字金田
- 大字沢木
- 大字東和田
- 大字新ヶ谷
- 大字戸口
- 大字中里
- 大字塚崎
- 大字北峰
- 大字北大塚
- にっさい花みず木
- 西インター

#### 大家地区
- 大字森戸
- 大字多和目
- 大字四日市場
- 大字厚川
- 大字萱方
- 大字欠ノ上
- 大字成願寺
- けやき台
- 西坂戸
- 鶴舞

### 健康
- 平均年齢：40.2歳（男: 39.4歳、女: 41.1歳）

#### 高齢者福祉施設
- 老人福祉センター「城山荘」
- 老人福祉センター「ことぶき荘」

#### 健康増進施設
- サン・ビレッジ さかど
- 市民総合運動公園（指定管理者制度により平成29年度よりアシックスジャパングループが管理運営）

### 教育

#### 小学校
- 坂戸市立浅羽野小学校
- 坂戸市立大家小学校
- 坂戸市立片柳小学校
- 坂戸市立上谷小学校
- 坂戸市立坂戸小学校
- 坂戸市立城山小学校
- 坂戸市立勝呂小学校
- 坂戸市立千代田小学校
- 坂戸市立入西小学校
- 坂戸市立南小学校
- 坂戸市立三芳野小学校
- 坂戸市立桜小学校 - 以下の二校を統合して2016年4月に開校。校舎は旧泉小学校の校舎を使用。
  - 坂戸市立泉小学校
  - 坂戸市立北坂戸小学校

#### 中学校
- 坂戸市立浅羽野中学校
- 坂戸市立坂戸中学校
- 坂戸市立城山中学校
- 坂戸市立住吉中学校
- 坂戸市立千代田中学校
- 坂戸市立若宮中学校
- 坂戸市立桜中学校 - 以下の二校を統合して2011年4月開校。校舎は旧泉中学校の校舎を使用。
  - 坂戸市立泉中学校
  - 坂戸市立北坂戸中学校

#### 特別支援学校等

埼玉県立特別支援学校坂戸ろう学園

- 埼玉県立特別支援学校坂戸ろう学園

#### 高等学校
- 国立 筑波大学附属坂戸高等学校
- 埼玉県立坂戸高等学校
- 埼玉県立坂戸西高等学校
- 私立山村学園 山村国際高等学校

#### 大学
- 女子栄養大学 坂戸キャンパス
- 城西大学 坂戸キャンパス
- 明海大学 坂戸キャンパス

#### 短期大学
- 城西短期大学 坂戸キャンパス

#### 専修学校等
- 坂戸鶴ヶ島医師会立看護専門学校
- 坂戸理容美容高等専修学校

### 図書館
市内には1つの図書館、2つの図書分館、1つの公民館図書室がある。平成17年8月2日から東松山市立図書館及び鳩山町立図書館との相互利用が開始された。
- 中央図書館
  - 勝呂図書分館
  - 大家図書分館
    - 城山公民館図書室

### 公民館
- 中央公民館
- 三芳野公民館
- 勝呂公民館
- 入西公民館
- 大家公民館
- 北坂戸公民館
- 城山公民館
- 浅羽野公民館
- 千代田公民館

### 児童館
市内には4つの児童館がある。
- 坂戸市立坂戸児童センター
- 坂戸市立千代田児童センター
- 坂戸市立大家児童センター
- 坂戸市立三芳野児童センター

坂戸児童センターには、天文施設（望遠鏡・プラネタリウム）が併設されている。ただし、プラネタリウムは機器老朽化にともない投映機本体は解体され、多目的ホールとしての使用をスタートした。
2007年（平成19年）11月8日、有限会社大平技研と埼玉県坂戸市との間でプラネタリウムドームの試験研究および一般公開に関する利用協定を締結した。

### 文化施設
- 坂戸市文化会館「ふれあ」
- 坂戸市複合文化施設「オルモ」
- 環境学館「いずみ」

### 消防
- 坂戸・鶴ヶ島消防組合
  - 消防本部 / 坂戸消防署
    - 坂戸消防署西分署
    - 坂戸消防署東分署

  - 坂戸市消防団

### 警察
- 西入間警察署
  - 坂戸駅前交番
  - 北坂戸駅前交番
  - 三芳野駐在所
  - 勝呂駐在所
  - 入西駐在所
  - 大家駐在所
  - 西坂戸駐在所
  - 東坂戸駐在所

※ 若葉交番は鶴ヶ島市富士見。

### 電話番号
市外局番は市内全域が「049」。市内局番が「2XX」の地域との通話は市内通話料金で利用可能（川越MA）。収容局は坂戸本町局、鶴ヶ島局、川越川島局。

### 郵政
郵便番号は市内全域が「350-02xx」（坂戸郵便局が集配を担当）である。
- 坂戸郵便局
  - 横沼簡易郵便局
  - 坂戸仲町郵便局
  - 北坂戸団地内郵便局
  - 坂戸石井郵便局
  - 坂戸若葉駅前郵便局
  - 坂戸駅前郵便局
  - 西坂戸三郵便局
  - 坂戸森戸郵便局
  - 東坂戸団地内郵便局

### 住宅団地
- UR坂戸ニューシティにっさい（坂戸西部地区：むさし緑園都市）
- 若葉台団地
- 西坂戸団地
- 東坂戸団地
- 北坂戸駅前団地
- 北坂戸団地
- ジュネス坂戸住宅（千代田）
- 坂戸東坂戸住宅（東坂戸）

## 交通
東京都内（池袋駅）へは東武東上線で直通40分程度である。埼玉県庁（浦和駅）へのアクセスは、坂戸駅から東武東上線に乗車、川越駅で川越線に乗換、大宮駅で湘南新宿ラインに乗換え40分程度（乗換時間を含まず）である。

### 鉄道路線
東武鉄道
東上本線
- 若葉駅 - 坂戸駅 - 北坂戸駅

越生線
- 坂戸駅 - （鶴ヶ島市区間） - 西大家駅

このほか、JR八高線が市内を通過しているが駅はない。

### 路線バス
坂戸市内を走る路線バスは、東武グループの川越観光バスおよび東武バスウエスト（若葉駅発着系統のみ）によって運行されている。
- 若葉駅東口 - 東坂戸団地 - 川越駅東口 （東武バスウエスト「若02」「東坂02」「東坂03」系統）
- 若葉駅東口 - 八幡団地 - 川島町役場 （東武バスウエスト「若01」「若03」系統）
- 坂戸駅北口 - 大橋 （川越観光バス「SA01」系統）
- 北坂戸駅西口 - 入西団地循環 - 北坂戸駅西口 （川越観光バス「KS01」「KS02」系統）

### コミュニティバス
小型バスを使用する「さかっちバス」、ワンボックス車両を使用する「さかっちワゴン」の2種類がある。
- さかっちバス
  - さかっちバスおおや線
  - さかっちバスにしさかど線
  - さかっちバスつるまい線
- さかっちワゴン
  - さかっちワゴンすぐろ線
  - さかっちワゴンしがいち線
  - さかっちワゴンにっさい線
  - さかっちワゴンみよしの線

### 高速バス
- 坂戸駅 - 川越駅 - 成田空港（川越観光バス、東武バスウエスト、千葉交通）
- 坂戸駅 - 羽田空港（東京空港交通、国際十王交通）

### タクシー
タクシーの営業区域は県南西部交通圏で、川越市・所沢市・東松山市・飯能市・和光市などと同じエリアとなっている。

### 道路
高速道路
- 関越自動車道
  - 坂戸西スマートIC
  - 鶴ヶ島IC（鶴ヶ島市内）
- 首都圏中央連絡自動車道（圏央道）
  - 坂戸IC

※市の中心部へは鶴ヶ島ICが最寄りであり、坂戸ICは市の東部にある。
一般国道
- 国道407号 - 坂戸バイパス
- 首都圏中央連絡自動車道は国道468号である。

県道
- 主要地方道
  - 埼玉県道39号川越坂戸毛呂山線
  - 埼玉県道74号日高川島線
- 一般県道
  - 埼玉県道114号川越越生線
  - 埼玉県道171号ときがわ坂戸線
  - 埼玉県道247号坂戸停車場線
  - 埼玉県道256号片柳川越線
  - 埼玉県道269号上伊草坂戸線

## 宗教

### 神道
- 大宮住吉神社
- 天神社
- 石上神社
- 市場神社
- 八坂神社
- 大家神社
- 多和目天神社
- 勝呂白山神社

### 仏教
- 薬師堂
- 東蔵寺
- 大智寺
- 永源寺
- 休臺寺
- 光西寺
- 坂戸分院西福寺
- 三福寺
- 成願寺
- 勝光寺
- 成就院
- 浄土真宗本願寺派光西寺
- 全徳寺
- 宗福寺
- 尊光寺
- 大智寺
- 永源寺
- 龍福寺
- 長久寺
- 全徳寺
- 休臺寺
- 大榮寺
- 光明寺
- 西光寺

### キリスト教
- 坂戸キリスト教会
- 日本キリスト教団坂戸いずみ教会
- キリスト改革派坂戸教会
- 坂戸バプテスト教会
- 坂戸キリスト教会 グリーンチャペル

### 他の宗教
- 西山会館
- 創価学会 坂戸文化会館
- 五千頭の龍が昇る聖天宮
  - 道教の寺院で宗教法人になっている。 西遊記（SMAP香取慎吾主演）の撮影が行われた。
- 崇教真光坂戸準道場
- 天理教本理仁分教会
  - 井之頭分教会
  - 名川越分教会
  - 葺京分教会
- 末日聖徒イエス・キリスト教会坂戸ワード

## 名所・旧跡・観光スポット・祭事・催事

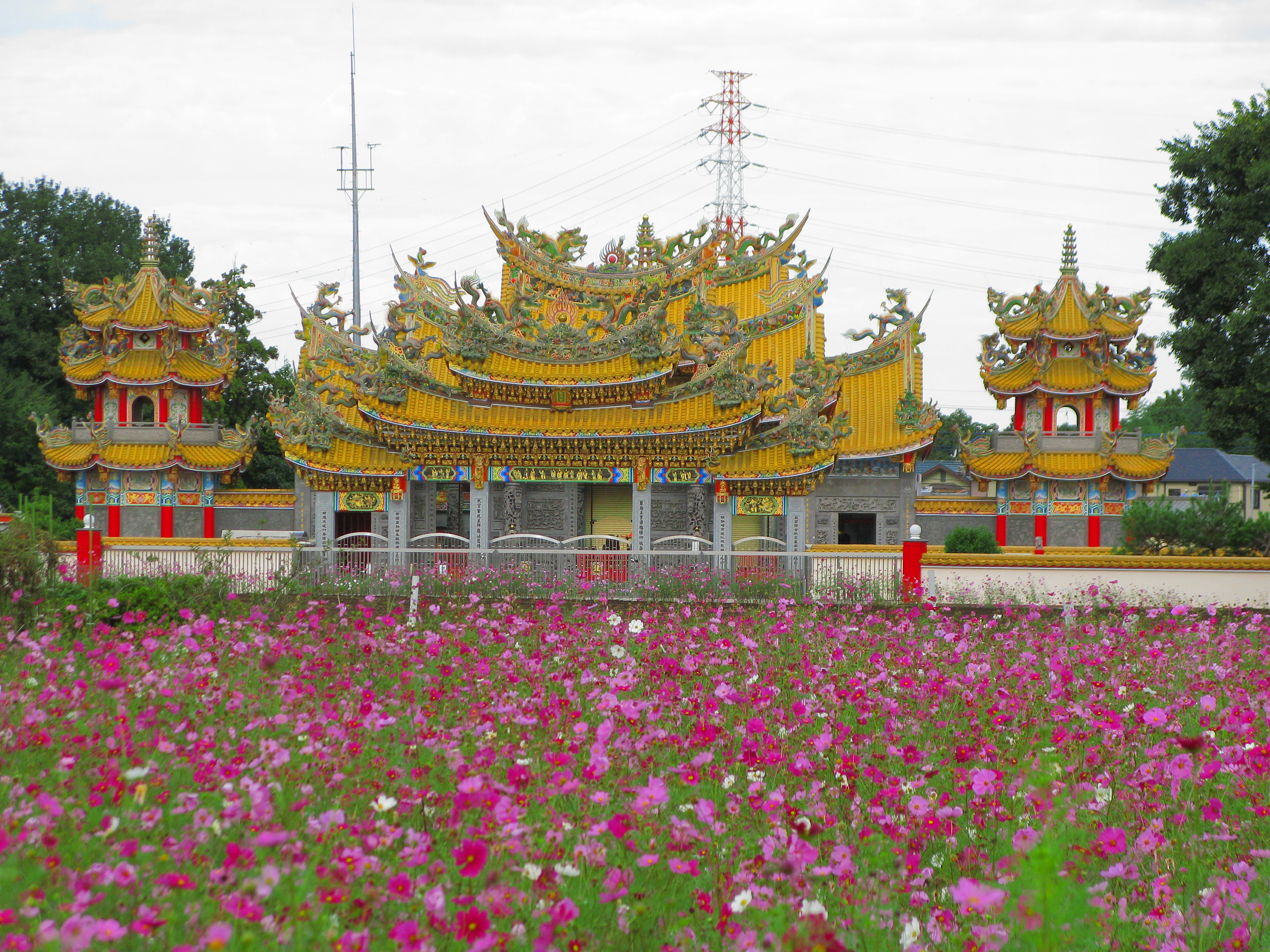
聖天宮とコスモス畑

- 坂戸よさこい（8月下旬、2015年からは10月上旬） - 北関東最大のよさこいと知られ、毎年30万人-50万人を動員
- 長溪山永源寺 - 釈迦降誕祭（5月5日）通称：お釈迦様
- 坂戸神社 - 坂戸八坂神社夏祭（7月中旬の土・日曜日）通称：お天王様
- 坂戸市民の日（9月1日）
- 聖天宮（せいてんきゅう） 坂戸市塚越
- 坂戸市歴史民俗資料館
- ポピーまつり（聖天宮前）
- すみよしの河津桜（河津桜の桜並木）
- 北浅羽桜堤公園（安行寒桜の桜並木）
- 旧日光街道の碑

## 著名な出身者

### 財界
- 大川平三郎（実業家、日本の製紙王）

### 文学
- 中島歌子（歌人）

### スポーツ
- 新井栄聡（サッカー選手）
- 安藤正裕（元サッカー選手）
- 佐藤充（元野球選手）
- 田中健太郎（元野球選手）
- 田畑昭宏（元サッカー選手）
- 田辺圭祐（サッカー選手）
- 初芝清（元野球選手）
- 三沢直人（サッカー選手）
- 吉田香織（マラソン選手）
- バンジー高田（プロレスラー）

### 美術
- 鈴木長吉（鋳金家）
- 天明屋尚（画家・現代美術家）

### 芸能
- 奥田啓人（演出家・声優）
- 廣瀬武央（声優）
- 菅野美穂（女優）※出生地は神奈川県伊勢原市
- 木田圭介（俳優）
- 小高三良（俳優）
- 沢木優（ドラマー）
- 鈴木まなか (音楽プロデューサー)
- 関谷友美（お笑い芸人・ハナイチゴ）
- 古家祥吾（お笑い芸人・TCクラクション　旧芸名・曇天三男坊）
- 濱田隼（名古屋テレビ放送アナウンサー）
- 堀口文宏（タレント・あさりど）
- 堀込高樹（ギタリスト、キリンジ）
- 堀込泰行（シンガーソングライター、元キリンジ）
- 山遊亭金太郎 (4代目)（落語家）
- メルヘン須長（お笑い芸人）
- 梶裕貴（声優）- 2025年2月に坂戸ふるさと大使に就任[3]。

## 防災行政無線の設備
防災行政無線は、市の防災情報や緊急情報、行政情報などをお知らせする無線設備で、市内に設置している放送塔から、音声により情報を伝達するもの。
坂戸市では、昭和54年度から整備しており、増設等を行いながら今日まで運用されている。また、令和元年度から令和2年度にかけて、従来運用していた防災行政無線設備の更新工事を実施し、耐震性の強化や機能の拡充なども図っている。

### 防災行政無線設備、気象観測・河川監視装置等の配置図
- 親局/市役所
- 屋外拡声子局（91局）
- 遠隔制御装置／市役所、消防組合
- 再送信子局（1局）
- 気象観測装置（3ヵ所）
- 河川水位計（3ヵ所）
- 河川監視カメラ（4ヵ所）
- 監視カメラ（1ヵ所）

### 周波数
アナログ波：69.165MHz/69.450MHz
デジタル波：不明

### 音声拡張機スピーカー
坂戸市はUNI-PEX製のソノコラムスピーカーとレフレックスホーンスピーカーとストレートホーンスピーカーを使用している。

### 定時放送[4]

#### 見守り放送
- 平日（土・日・祝日除く）午後2時50分に、市内の小学校の児童が見守りをお願いする放送をしている。その他、2025年6月2日からは毎週月曜日に坂戸ふるさと大使で、人気声優の梶裕貴が小学生の安全な下校を坂戸市防災行政無線で呼びかけている[5]。

#### 夕焼け放送
令和3年4月1日より、それぞれの鳴動時間が変更された。
- 4月1日から9月30日までは「ふるさと」を放送。鳴動時間は17時25分（変更前は17時26分）。

- 10月1日から3月31日までは「夕焼け小焼け」を放送。鳴動時間は16時25分（変更前は16時26分）。